# Plebejus monticola
Plebejus monticola är en fjärilsart som beskrevs av Clémence 1909. Plebejus monticola ingår i släktet Plebejus och familjen juvelvingar. Inga underarter finns listade i Catalogue of Life.